# Gortyna lecerfi
Gortyna lecerfi là một loài bướm đêm trong họ Noctuidae.